# Демократска партија Срба у Македонији
Демократска партија Срба у Македонији (ДПСМ; мкд. Демократска партија на Србите во Македонија, ДПСМ) је парламентарна политичка партија у Северној Македонији.
Ова партија је основана 1992. године, а од 2001. године делује под руководством председника партије Ивана Стоилковића, бизнисмена из Куманова и дугогодишњег посланика у Скупштини („Собрању“) Северне Македоније. Партија је организована на подручју Скопља, Куманова као и инфраструктуру на терену у областима као што су Скопска Црна Гора, Ђевђелија, Крива Паланка, Кратово и околни сеоски крајеви који гравитирају према Србији. Партија, поред уобичајених функција има и два додатна тела: Актив Жена као и Форум Младих који уједињује ове две групе на политичким састанцима где се дијалогом и анализом утврђује положај, планирају се планови за побољшање статуса ових група.
Чланови ДПСМ-а су и некадашњи заменик министра за културу Владе Северне Македоније Драган Недељковић, а Милован Стојковски је био градоначелник општине Старо Нагоричане код Куманова, у којој се налази стари српски манастир светог Ђорђа, који је почетком XIV века (1313—1318) подигао српски краљ Милутин (1282—1321).